# Frank Short

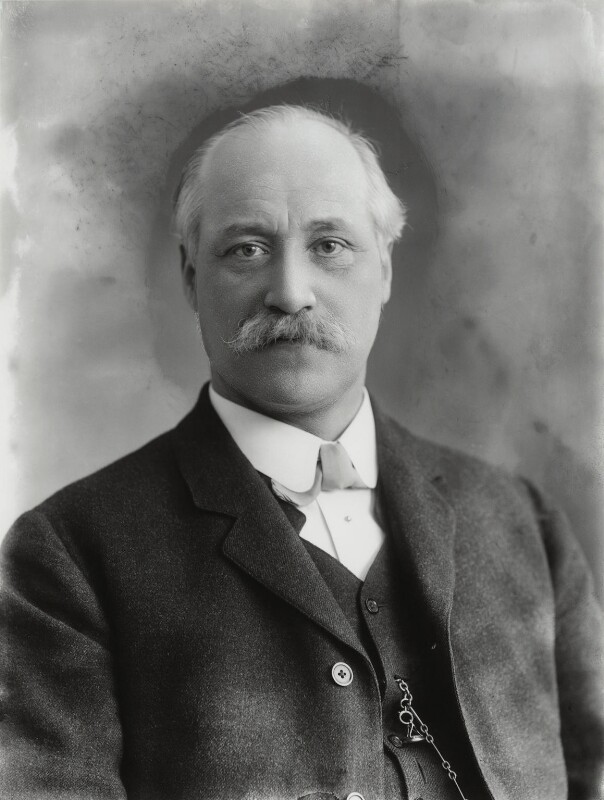
Frank Short, 1914

Francis Job „Frank“ Short (* 19. Juni 1857 in Wollaston, Stourbridge, Worcestershire; † 22. April 1945 in Ditchling, Sussex) war ein bekannter britischer Grafiker, Radierer, Lehrer und Präsident der Royal Society of Painter-Etchers and Engravers. Er spielte eine zentrale Rolle bei der Wiederbelebung der Mezzotinto- und Aquatinta-Technik im späten 19. und frühen 20. Jahrhundert.

## Leben
Ursprünglich als Bauingenieur ausgebildet, arbeitete Short bis 1881 an verschiedenen Projekten in den Midlands. Danach zog er nach London, wo er als Assistent von Baldwin Latham an einer parlamentarischen Untersuchung über die Verschmutzung der Themse mitwirkte. 1883 wurde er assoziiertes Mitglied der Institution of Civil Engineers.

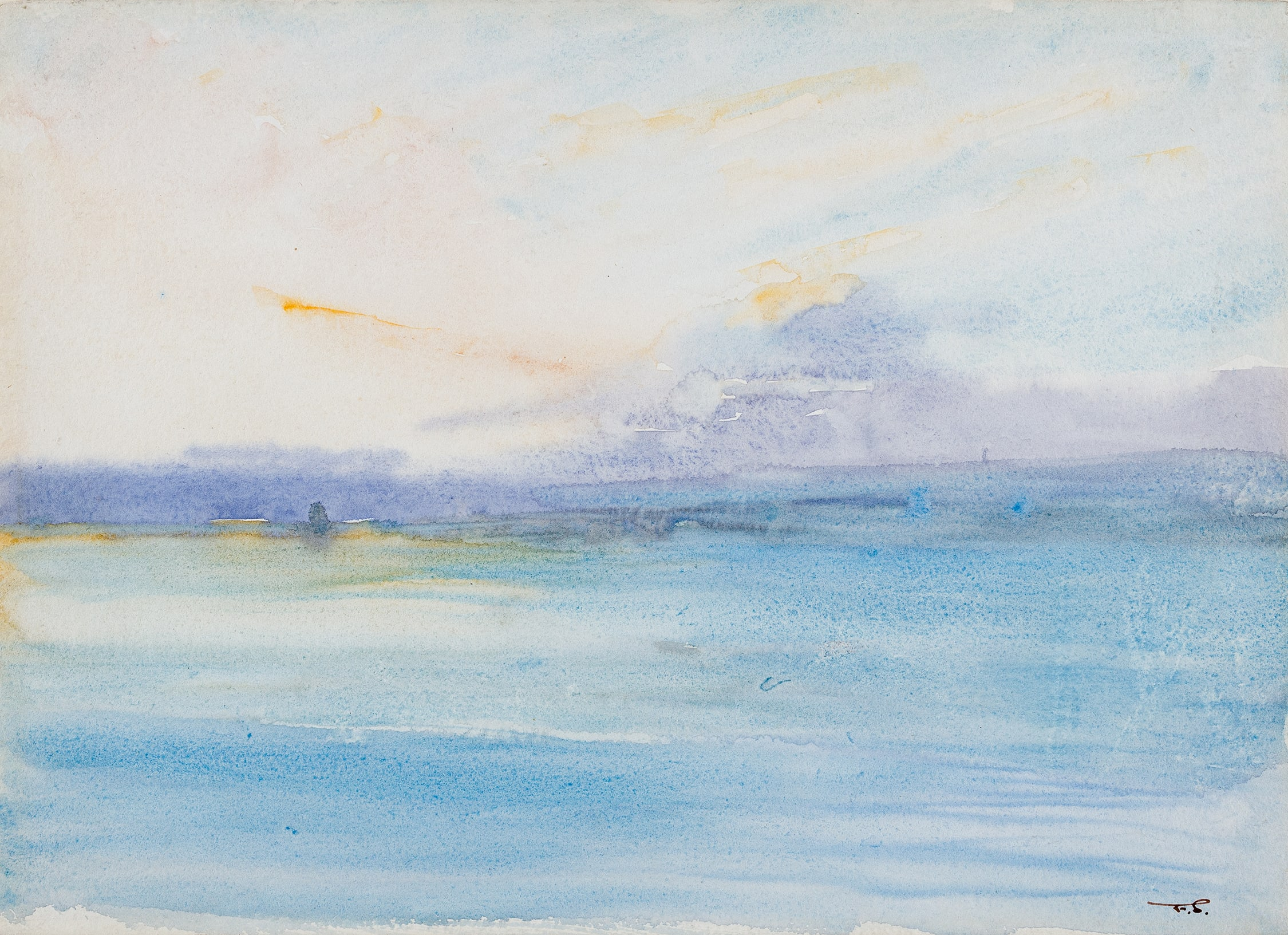
Frank Short: Sea and sky at Seaford

Parallel zu seiner Karriere als Ingenieur ging Short seiner Leidenschaft für die Kunst nach. Er studierte an der Stourbridge School of Art, der South Kensington School of Art (heute Royal College of Art) und der Westminster School of Art bei  Fred Brown. Ab 1891 unterrichtete Short Radierung am Royal College of Art und wurde 1913 zum Professor ernannt. Diese Position hatte er bis zu seiner Pensionierung 1924 inne. 1910 wurde er zum Präsidenten der Royal Society of Painter-Etchers and Engravers gewählt, ein Amt, das er bis 1938 innehatte. 1911 wurde er zum Royal Academician gewählt und im selben Jahr geadelt.

## Werk
Frank Short  war ein bedeutender Vertreter der englischen Druckgrafik. Er studierte das Werk von J. M. W. Turner und schuf zahlreiche Reproduktionen in Mezzotinto und Aquatinta von Turners Liber Studiorum. Diese Arbeiten zeichnen sich durch technische Präzision und künstlerische Sensibilität aus.

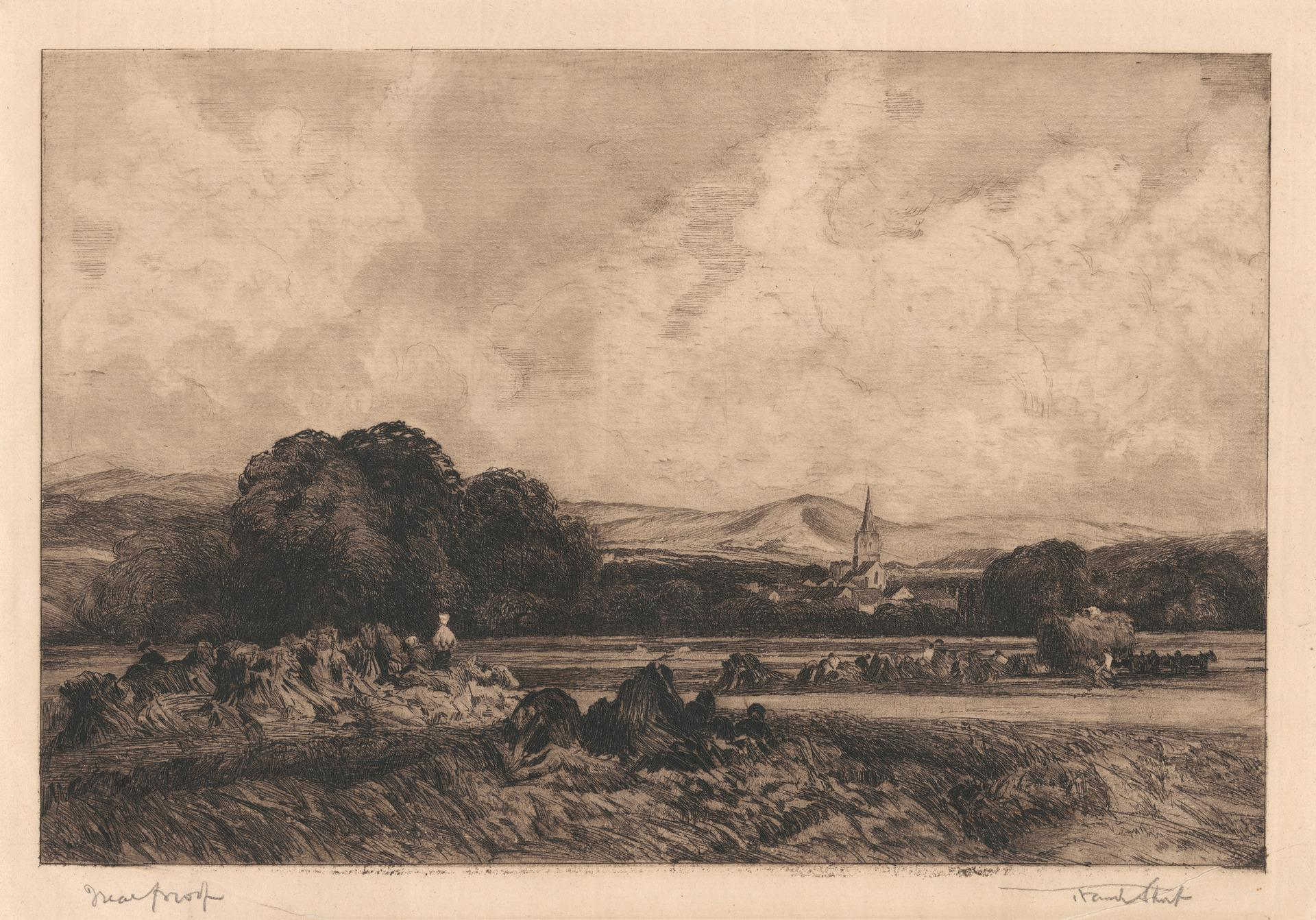
Frank Short: Cornfield Ivinghoe, 1888. Yale Center for British Art

Neben Reproduktionen schuf Short auch eigene Werke, darunter Landschaften, Seestücke und nächtliche Szenen. Seine Werke wie Low Tide and the Evening Star und The Solway at Mid-day zeigen seine Fähigkeit, atmosphärische Stimmungen einzufangen. Sein Stil wurde von James McNeill Whistler beeinflusst, besonders in seinen nächtlichen Darstellungen. Einflussreich war Short auch als Lehrer. Seine strenge Disziplin und sein technisches Können prägten eine ganze Generation britischer Grafiker und trugen zur Qualität der britischen Druckgrafik in der Zwischenkriegszeit bei.